# 流星

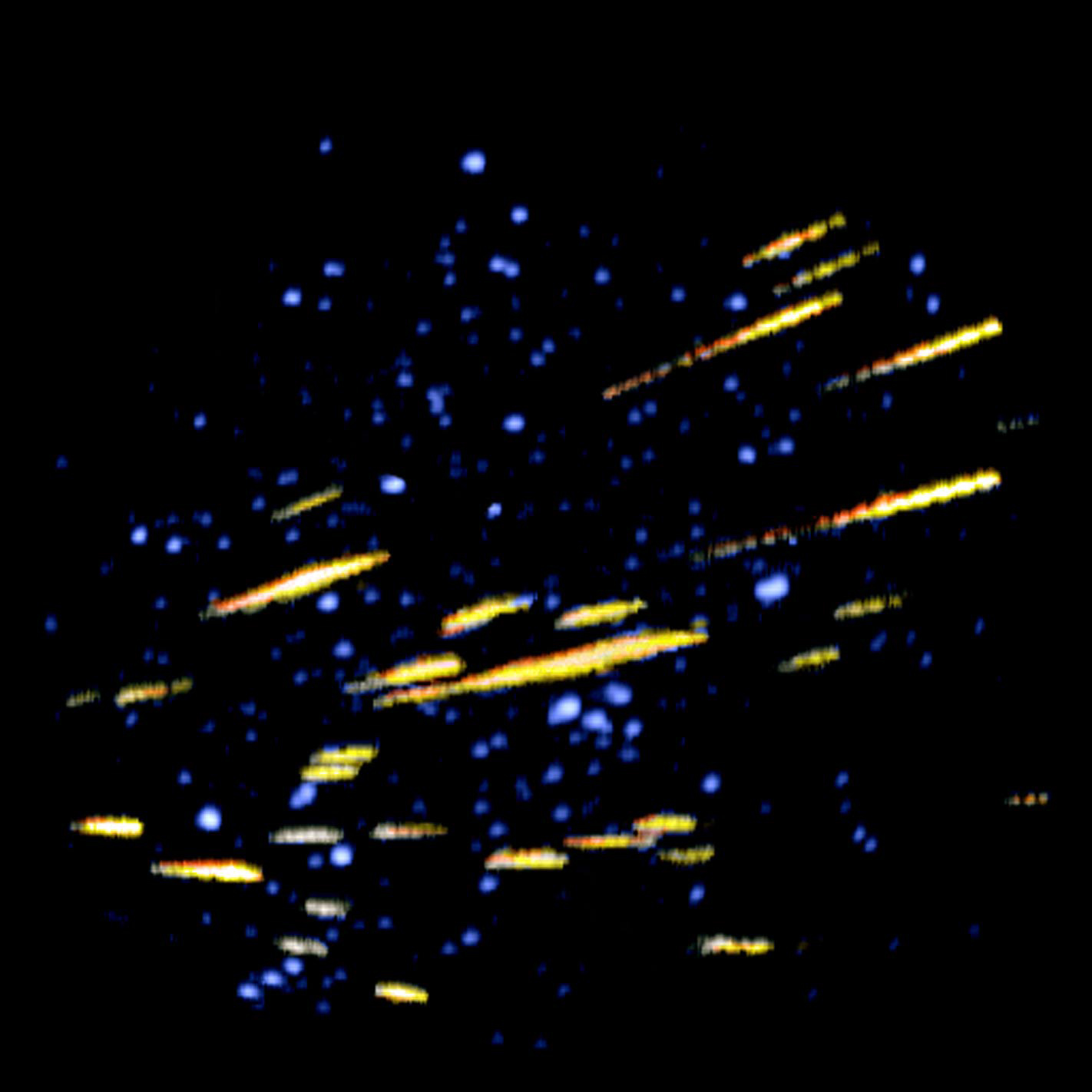
流星雨照片

流星（英語：meteor）是指运行在星际空间的流星体（通常包括宇宙尘粒和固体块等空间物质），各個流星的顔色會因其成分、激發之氣體與燃燒程度而有所不同。尤其是在接近星球时受到星球引力的攝動而被星球吸引，从而进入星球大气层，并与大气摩擦燃烧、同時激發空氣分子所产生的光迹。
流星包括单个流星（偶发流星）、火流星和流星雨三种，比綠豆大一點的流星體進入大氣層就能形成肉眼可見亮度的流星。若流星体在摩擦中尚未完全燃烧尽而落在地面上，则成为陨石或陨铁。而每年的一定時期，當地球進入環繞太陽運行的流星體時，晚上天空將看到少至數顆，多至數百顆流星在一個星座方向迸發出來，這就是流星群（一晚出現上百顆以上的流星群可稱流星雨）。在宇宙中，每天都有成千上百顆流星体进入地球的大气层，为我们带来丰富的太阳系天体形成演化的信息。

## 傳說
1. 在流星落下來時許願，願望就會成真。
2. 流星是上天的警告，所經過的地方有可能帶來火災。

## 相关链接
- （英文）國際流星組織 （页面存档备份，存于）